# Маријански ров
Маријански ров је најдубљи део светских океана и најдубље место на Земљиној кори.Највећа дубина је око 11 km и налази се на западу Тихог океана, источно и јужно од Маријанских острва, близу Гвама. То је корито у облику полумесеца у Земљиној кори, у просеку око 2.550 km дугачко и 69 km широко. Максимална позната дубина је 10.994 m (± 40 m) на јужном крају мале долине у облику прореза у дну познате као Челенџеров бездан. Међутим, нека непоновљена мерења стављају најдубљи део на 11.034 m. Поређења ради: ако би Монт Еверест био постављен у ров у овом тренутку, његов врх би био преко два километра испод воде.
Ров формира границу између две литосферне плоче, где је Тихоокеанска плоча подвучена испод Филипинске плоче. Дно рова је дубље испод нивоа мора него што је Монт Еверест изнад њега (8.850 m). Притисак на дну износи 108,6 , што је преко хиљаду пута више од стандардног атмосферског притиска на нивоу мора. При овом притиску густина воде је повећана за 4,96%. Температура на дну је 1-4°C.
Године 2009, Маријански ров је установљен као национални споменик САД. Моноталамеа је пронађена у рову од стране истраживача Института за океанографију Скрипс на рекордној дубини од 10,6 km испод површине мора. Подаци такође сугеришу да микробиолошки облици живота успевају у рову.

## Мерење и проучавање
Чаленџер, брод Краљевске морнарице, први је испитао ров 1951. године и дао име Чаленџер дип (енгл. Challenger Deep) најдубљем његовом делу. Користећи ехо сонар, Чаленџер II је измерио дубину од 5.960 хвата (10.900 метара) на 11° 19′ N 142° 15′ E / 11.317° С; 142.250° И.
Године 1957, совјетски брод „Витјаз” је измерио дубину од 11.034 метара, која је названа „Маријанска долина”. (Иако су ово Совјети тврдили 1957. године, овај налаз нису поновиле наредне експедиције, иако су користиле тачнију и модернију опрему.)
Године 1962, брод Spencer F. Baird забележио је максималну дубину од 10.915 метара користећи прецизна дубинска мерила.
Године 1984, Јапанци су послали Takuyō (拓洋), веома специјализован брод за испитивање, у Маријански ров и прикупили податке користећи уски, вишезрачни ехо сонар; измерили су највећу дубину од 10.924 метара, односно 10.920 ± 10 метара.

### Спуштања
Трст, батискаф Морнарице Сједињених Држава, спустио се до дна 23. јануара 1960. године у 13:06, са поручником Америчке морнарице, Доном Волшом и Жаком Пикаром унутра. Као баласт коришћена је гвоздена кугла, док је бензин коришћен за повратак на површину. Системи у подморници су указивали дубину од 11.521 метара, али је ово касније исправљено на 10.916 метара. На дну, Волш и Пикар су били изненађени проналаском примерака језика или листа дугачких око 30 , као и морских рачића. Према Пикару, „дно је изгледало светло и бистро”.
Најтачније мерење дубине извршила је јапанска сонда, Kaiko (かいこう), која је спуштена без посаде на дно рова 24. марта 1995. године и забележила дубину од 10.911 метара.

### Потенцијално место за одлагање нуклеарног отпада
Као и други океански ровови, Маријански ров је предложен као локација за одлагање нуклеарног отпада у нади да би крајеви литосферних плоча гурнули отпад дубље у омотач Земље. Међутим, одлагање нуклеарног отпада у океанима забрањено је међународним правом. Тачна дубина океана јесте 11.034 m.

## Живот
Експедиција спроведена 1960. тврдила је да је приметила, са великим изненађењем због високог притиска, да велика створења која живе на дну, као што је пљосната риба дуга око 30 cm и шкампи. Према Пикарду, „дно је изгледало светло и чисто, као отпад чврсте дијатомејске исплаке”. Многи морски биолози су сада скептични према наводном виђењу равне рибе, и сугерише се да је то створење можда било морски краставац. Током друге експедиције, возило без посаде Кајко сакупљало је узорке муља са морског дна. Утврђено је да у тим узорцима живе сићушни организми.
У јулу 2011. године, истраживачка експедиција је употребила невезане приземљиваче, назване падне камере, опремљене дигиталним видео камерама и светлима за истраживање овог дубокоморског региона. Међу многим другим живим организмима, примећени су гигантски једноћелијски фораминифери величине преко 10 cm, који припадају класи моноталамеа. Моноталамеа је вредна пажње због своје величине, изузетном обиљу на морском дну и улози домаћина за разне организме.
У децембру 2014, нова врста пужа-рибе је откривена на дубини од 8.145 m, чиме је оборен претходни рекорд за најдубљу живу рибу која се види на снимку.
Током експедиције 2014. снимљено је неколико нових врста, укључујући огромне амфиподе познате као супергиганти. Дубокоморски гигантизам је процес где врсте расту веће од својих сродника у плитким водама.
У мају 2017. године снимљена је неидентификована врста пужева на дубини од 8.178 m.

### Загађење
Године 2016, истраживачка експедиција је посматрала хемијски састав ракова сваштара сакупљених са распона од 7.841 - 10.250 m унутар рова. Унутар ових организама, истраживачи су пронашли изузетно повишене концентрације PCB, хемијског токсина забрањеног током 1970-их због штете по животну средину, концентрисане на свим дубинама унутар седимента рова. Даља истраживања су открила да амфиподи такође гутају микропластику, при чему 100% амфипода има најмање један комад синтетичког материјала у стомаку.
Године 2019, Виктор Весково је пријавио да је пронашао пластичну кесу и омоте слаткиша на дну рова. Те године, часопис Scientific American је такође известио да је угљеник-14 из тестирања нуклеарне бомбе пронађен у телима водених животиња пронађених у рову.